# Тимофеев-Терешкин, Михаил Николаевич
Михаил Тимофеев-Терешкин — якутский советский писатель, общественный деятель и один из основоположников якутской советской литературы.

## Биография
Михаил Николаевич Тимофеев родился 4 декабря 1883 г. во 2-м Нерюктяйском наслеге Сунтарского улуса в семье потомственного купца. В 1893 г. поступает на учёбу в Сунтарское народное одноклассное училище в селе Эльгяй. После окончания Сунтарского народного одноклассного училища в 1896 г. Михаил Тимофеев поступает на учёбу в Якутское духовное училище. В 1900 г. заканчивает Якутское духовное училище и поступает в Якутскую духовную семинарию.
Прибыв к себе на родину, он помогает отцу в торговых делах. Позже работает учителем в Кутанинской и Шеинской церковно-приходских школах.
28 января 1906 г. он венчается с приемной дочерью улусного головы, купца и мецената Георгия Терешкина. Георгий Петрович, который не имел собственных детей, попросил зятя оформить двойную фамилию, тем самым позаботившись о сохранении собственной фамилии в его потомках. В 1907 г. сходом родоначальников Сунтарского улуса избран попечителем Сунтарского народного училища в Эльгяе. В этом же году едет в Вилюйск в качестве уполномоченного для избрания выборщиков в Государственную Думу от Якутской области.
1909 г. переезд с семьей в Эльгяй. Поездка в 1913 году в Якутск на инородческий съезд в честь 300-летия царствования Дома Романовых, в этом же году вручение медали в память трехсотлетия царствования Дома Романовых. В 1915 году на общем собрании членов Якутского отдела Императорского русского географического общества избран в действительные члены данного общества. В 1916 г. приказом губернатора Якутской области утверждено избрание головой Сунтарского улуса. 22 июля 1917 г. окончена поэма «Дьаардаах эмээхсин». В ноябре избран делегатом Сунтарской земской управы. 

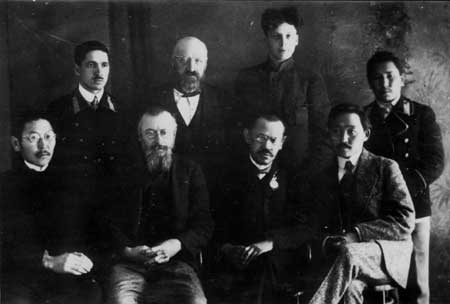
Якутские депутаты на заседании Сибирской областной Думы. Сидят (слева направо): М. Н. Тимофеев-Терёшкин, П. А. Куликовский, И. Н. Эверстов, Г. В. Ксенофонтов. Стоят (слева направо): И. М. Бланков, М. В. Сабунаев, В. М. Попов, Н. Желобцов. Томск, 1918

C  10 ноября 1918 года был членом созванной в  Томске Сибирской Областной Думы от Якутии.
С февраля по апрель вольнослушатель юридического факультета Томского университета. В мае того же года избран заведующим торговым отделением Сунтарского сельскохозяйственного общества. Июнь 1920 г. арест и заключение в Вилюйский домзак. Затем работает в одной из красноармейских школ учителем. В 1924 г. участвует в составе якутской делегации на похоронах В. И. Ленина. В 1927 г. вследствие болезни теряет 85 процентов зрения, а уже в 1934 г. полностью теряет зрение. В 1944 г. приезжает в Якутск с родными и поэтом, переводчиком А. Ольхоном по приглашению якутского правительства. 16 марта 1946 г. ему была вручена медаль «За доблестный труд в Великой Отечественной войне 1941—1945 гг.».
После тяжелой и продолжительной болезни М. Н. Тимофеев-Терешкин в октябре 1957 скончался в г. Ангарске Иркутской области.

## Литературная деятельность
1 августа 1903 г. пишет свое первое стихотворение «Бүлүү төрдө». 22 июля 1907 г. в газете «Якутский край» публикуется стихотворение «Батталлаах дьаһал, үтүргэннээх дьүүл». 22 июля 1917 г. окончена поэма «Дьаардаах эмээхсин». В 1918 г. написана поэма «Модьугу Бөҕө». 14 марта 1920 г. написана заметка: «Предание о якутском разбойнике Василии Манчаары». В 1923 г. обществом «Сырдык» выпущен первый литературный сборник якутских авторов «Песни и стихи», в которой включены семь стихотворений и басен М. Н. Тимофеева-Терешкина. В последующие годы стихи поэта печатаются в газете «Кыым» и журнале «Якутские зарницы».
Произведения М. Н. Тимофеева-Терешкина сразу вызвали большой интерес у читателей. Начиная с 1939 г., его стихи часто переводятся на русский язык и печатаются в газетах «Восточно-Сибирская правда», «Социалистическая Якутия», в журнале «Сибирские огни» и в альманахах «Новая Сибирь» и «Дружба народов».
Расцвет таланта якутского поэта пришелся в годы Великой Отечественной войны. Его произведения отдельными сборниками начали печататься с 1942 г. Его книги «Якуты на войне» (1942) и «Якуты в тылу» (1944). В них представлена разностороння картина народной жизни в один из её самых ответственных и сложных периодов. Стихотворения и поэмы наполнены духом военных лет. Особым успехом пользовались стихотворения «Якутская клятва», «Материнский наказ», «Созвездие Якутской рыси», «Ястреб студеного края», «Никита, сын Таркая», «Харадай, уничтожавший ночных сов» и другие, где изображены советские воины, якутские солдаты в образе могучих, сильных благородных якутских богатырей из олонхо.
Следует отметить вклад Михаила Николаевича в развитие национальной детской литературы. Цикл стихотворений «Таежный календарь» не только представляет яркий, красочный мир глазами маленького человека, но и заключает в себе огромный познавательный материал о временах года.

## Научная деятельность
Как член Русского географического общества он участвовал в розыске останков мамонта в бассейне речки Конхар. 
Вторым направлением его научной деятельности стал сбор устного народного творчества. Сбор этнографического материала осуществлялся им во второй половине 1910-х и в первой половине 1920-х годов. Здесь в первую очередь нужно отметить работу «Приметы якутов Сунтарского улуса о погоде», которая содержит много терминов по народной метеорологии и астрономии. Остальные записи можно сгруппировать в три группы: о прародительнице вилюйских якутов Джаардаахе, о происхождении шорохинских якутов и о якутском разбойнике Василии Манчары. К этим заметкам примыкают исторические предания, включенные им в свои воспоминания «На рубеже двух эпох». В двадцатых годах Тимофеевым-Терешкиным при своих разъездах был собран обширный материал, который лег в основу экономико-этнографических обзоров «Вилюйский округ» и «Колыма-Индигирский край».